# Epidendrum probiflorum
Epidendrum probiflorum är en orkidéart som beskrevs av Rudolf Schlechter. Epidendrum probiflorum ingår i släktet Epidendrum och familjen orkidéer.
Artens utbredningsområde är Panamá. Inga underarter finns listade i Catalogue of Life.